# Winterspüren
Winterspüren ist ein Stadtteil von Stockach im baden-württembergischen Landkreis Konstanz in Deutschland.

## Geographie

### Lage
Die ehemals selbständige Gemeinde Winterspüren liegt rund dreieinhalb Kilometer östlich der Stockacher Stadtmitte im Tal der Mahlspürer Aach.

### Gliederung
Zu Winterspüren gehören das Dorf Winterspüren, die Weiler Hengelau, Besetze, Ursaul und Frickenweiler sowie die Höfe „Eggenried“, „Einöd“, „Heinrichsweiler“, „Hildegrund“, „Hochreute“, „Hungerhof“, „Jettweiler“, „Malezreute“, „Maushalde“, „Mooshof“, „Sailerhof“, „Sonnenberg“ und „Streichen“.

## Geschichte

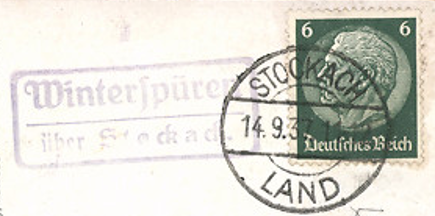
Posthilfstelle-Stempel
„Winterspüren über Stockach“ (1937)

Winterspüren war früher Grundbesitz des Klosters Allerheiligen in Schaffhausen. Um 1100 war der Ort im Besitz der Edelfreien Herren von Winterspüren, die Niedergerichtsherrschaft vermutlich in Händen der Herren von Hohenfels. 1477 wurde Winterspüren wohl von Herzog Sigmund von Österreich erworben, kam dann zur Grafschaft Nellenburg. Diese kam 1805 an Württemberg und 1810 an Baden, das schließlich 1951/1952 im Land Baden-Württemberg aufging.
Am 1. Januar 1972 wurde Winterspüren nach Stockach eingemeindet.

### Name
1101 wurde der Ort als „Ginteres-bouron“ bezeichnet, später als „Wintersbouron“ [ou = u über dem o] und 1275 als „Winterbúrron“.

### Einwohnerentwicklung
| Jahr                  | 1852 | 1871 | 1880 | 1890 | 1900 | 1910 | 1925 | 1933 | 1939 | 1950 | 1956 | 1961 | 1970 | 2016 | 2017 | Ref.        |
| Einwohner             | 434  | 510  | 476  | 436  | 468  | 463  | 470  | 443  | 414  | 518  | 497  | 529  | 532  | 863  | 870  | [ 1 ] [ 2 ] |
| weiblich              | 202  | 230  | 218  | 215  | 226  | 212  | 209  | 204  | 181  | 241  | 233  | 248  | 268  |      |      | [ 3 ]       |
| männlich              | 232  | 280  | 258  | 221  | 242  | 251  | 261  | 239  | 233  | 277  | 264  | 281  | 264  |      |      | [ 3 ]       |
| römisch-katholisch    |      |      |      |      |      |      | 450  |      |      | 464  |      | 457  | 456  |      |      | [ 4 ] [ 5 ] |
| evangelisch           |      |      |      |      |      |      | 17   |      |      | 51   |      | 67   | 51   |      |      | [ 4 ] [ 5 ] |
| sonstige Konfessionen |      |      |      |      |      |      | 3    |      |      | 3    |      | 5    | 25   |      |      | [ 4 ] [ 5 ] |

## Politik

### Wahlergebnisse
Wahlen zur Verfassunggebenden Nationalversammlung
| Partei                                                  | 1919   |
| Sozialdemokratische Partei Deutschlands (SPD)           | 16,3 % |
| Deutsche Demokratische Partei (DDP)                     | 21,1 % |
| Zentrumspartei (Z)                                      | 34,3 % |
| Bürgerpartei (BP) / Deutschnationale Volkspartei (DNVP) | 28,3 % |

Reichstagswahl
| Partei                                                              | 1932   |
| Deutsche Demokratische Partei (DDP) / Deutsche Staatspartei (DStP)  | 0,6 %  |
| Zentrumspartei (Z)                                                  | 36,1 % |
| Deutschnationale Volkspartei (DNVP) / Christliche Volkspartei (CVP) | 0,6 %  |
| Nationalsozialistische Deutsche Arbeiterpartei (NSDAP)              | 53,8 % |
| Kommunistische Partei Deutschlands (KPD)                            | 5,9 %  |
| Sozialdemokratische Partei Deutschlands (SPD)                       | 1,2 %  |
| Deutsche Volkspartei (DVP)                                          | 1,8 %  |

Landtagswahlen
| Partei                                                             | 1952   | 1956   | 1960   | 1964   | 1968   |
| Christlich Demokratische Union Deutschlands (CDU)                  | 27,1 % | 53,9 % | 42,5 % | 47,9 % | 42,7 % |
| Sozialdemokratische Partei Deutschlands (SPD)                      | 18,6 % | 11,0 % | 12,4 % | 19,2 % | 12,8 % |
| Demokratische Volkspartei (DVP) / Freie Demokratische Partei (FDP) | 3,6 %  | 25,0 % | 31,4 % | 23,7 % | 29,4 % |
| Bund der Heimatvertriebenen und Entrechteten (BHE)                 | 11,3 % | 9,2 %  | 5,2 %  | 8,7 %  | –      |
| Nationaldemokratische Partei Deutschlands (NPD)                    | –      | –      | –      | –      | 12,3 % |
| sonstige Parteien                                                  | 38,0 % | –      | 8,5 %  | 0,5 %  | 2,8 %  |

Bundestagswahlen
| Partei                                                                      | 1949   | 1953   | 1957   | 1961   | 1965   | 1969   |
| Christlich Demokratische Union Deutschlands (CDU)                           | 44,8 % | 59,8 % | 60,0 % | 52,8 % | 53,5 % | 61,6 % |
| Sozialdemokratische Partei Deutschlands (SPD)                               | 18,0 % | 9,3 %  | 9,8 %  | 19,4 % | 18,5 % | 19,6 % |
| Demokratische Volkspartei (DVP) / Freie Demokratische Partei (FDP)          | 19,8 % | 9,3 %  | 16,6 % | 25,8 % | 27,3 % | 11,8 % |
| Gesamtdeutscher Block/Bund der Heimatvertriebenen und Entrechteten (GB/BHE) | –      | 8,1 %  | 8,9 %  | –      | –      | –      |
| Nationaldemokratische Partei Deutschlands (NPD)                             | –      | –      | –      | –      | 0,7 %  | 6,7 %  |
| sonstige Parteien                                                           | 17,4 % | 13,5 % | 4,7 %  | 2,0 %  | –      | 0,2 %  |

### Wappen
| Wappen der ehemaligen Gemeinde Winterspüren | Blasonierung: „Unter goldenem (gelbem) Schildhaupt, darin eine liegende vierendige blaue Hirschstange, in Silber (Weiß) der schwarze Großbuchstabe W.“ |
| Wappen der ehemaligen Gemeinde Winterspüren | Wappenbegründung: Die Hirschstange symbolisiert die frühere Zugehörigkeit Winterspürens zur Grafschaft Nellenburg.                                     |

## Wirtschaft und Infrastruktur

### Verkehr
Durch Winterspüren verläuft die Landesstraße 194. Über diese ist der Ort mit Stockach und Pfullendorf verbunden.

### Postwesen

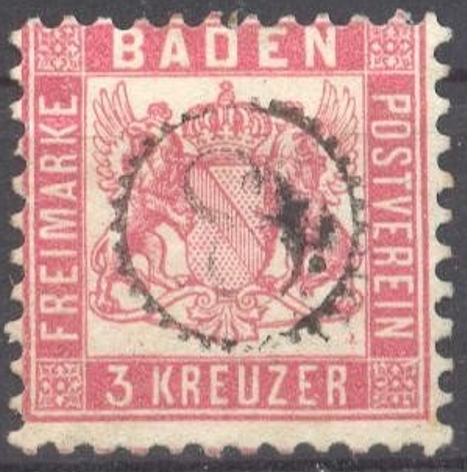
Uhrradstempel 8.

Stockach war schon im 16. Jahrhundert eine bedeutende Poststation. Über Jahrhunderte liefen hier große, zwischenstaatliche Reiter- und Postkurse der Strecken Ulm-Basel, Stuttgart-Zürich und Wien-Paris zusammen. 1845 zählte die hiesige Posthalterei noch 60 Pferde.
Privatpersonen mussten vor 1821 ihre Post auf der Stockacher Postanstalt selbst abgeben. Dann entstand durch die Einrichtung einer Amtsbotenanstalt die Möglichkeit, dass Privatpersonen ihre Post einem Amtsboten übergeben konnten. Dieser brachte die Post anfangs zweimal, später dreimal wöchentlich zur Stockacher Postexpedition. In den 1850er Jahren wurde die Amtbotenanstalt aufgrund stetig zunehmendem Schriftverkehr aufgehoben, ihre Dienste der Post übertragen und zum 1. Mai 1859 die Landpostanstalt ins Leben gerufen. Im Amtsbezirk Stockach wurde unter anderem folgender Botenbezirk eingerichtet:
- Botenbezirk No. I, Dienstag/Donnerstag/Samstag: Stockach–Mahlspüren im Tal–Winterspüren–Zoznegg–Schwackenreute–Stockach

Poststücke, die in die jeweilige Brieflade vor Ort eingeworfen worden waren, wurden vor der Weiterleitung vom Postboten mit einem Uhrradstempel, in Winterspüren mit der 8., versehen.
Anfang Dezember 1973 wurde eine neue Poststelle eröffnet und – wie schon seit 40 Jahren – von Familie Gohl betreut.

## Persönlichkeiten

### Söhne und Töchter der Stadt
- Wilhelm Mattes (1892–1952), Politiker (DVP, später GB/BHE), Landtagsabgeordneter
- Sofie Regenscheit (1893–1969), Abgeordnete der SPD im Badischen Landtag von 1919 bis 1921